# 14 Shō: The Message
„14 Shō: The Message“ е четиринадесетият студиен албум на японската група Morning Musume издаден на 29 октомври 2014 година от Zetima Records.

## Списък с песните
1. „Tiki Bun (албумна версия)“ – 5:13
2. „Password is 0“ – 4:31
3. „Ashita o Tsukuru no wa Kimi“ (明日を作るのは君)	3:46
4. „Kirari to Hikaru Hoshi“ (キラリと光る星) (изпълнена от Рихо Саяши и Сакура Ода)	– 3:48
5. „Koibito ni wa Zettai ni Shiraretakunai Shinjitsu“ (恋人には絶対に知られたくない真実) (изпълнена от Саюми Мичишиге, Мидзуки Фукумура и Харуна Иикубо) – 4:11
6. „What is Love?“ – 3:12
7. „Watashi wa Watashi Nanda“ (私は私なんだ) – 4:01
8. „Waraenai Hanashi“ (笑えない話) – 4:03
9. „Egao no Kimi wa Taiyō sa“ – 4:34
10. „Kimi no Kawari wa Iyashinai“ – 4:29
11. „Otona ni Nareba Otona ni Nareru!?“ (大人になれば 大人になれる) (изпълнена от Ерина Икута, Канон Сузуки, Аюми Ишида, Масаки Сато и Харука Кудо) – 3:57
12. „Toki o Koe Sora o Koe“ – 4:47